# Daniel Hoß
Daniel Hoß (* 1987 in Wuppertal) ist ein blinder deutscher Spieler in der Blindenfußball-Bundesliga.

## Werdegang
Daniel Hoß ist seit seiner Geburt blind. Während seiner Schulausbildung am Blindengymnasium Marburg kam 2006 der Blindenfußball nach Deutschland und auch nach Marburg. Hoß war von Anfang an dabei. Mit seinem Verein SSG Blista Marburg war er einer der ersten Kicker in der Bundesliga der Blinden. Mit dem Team gewann er auch die Deutsche Meisterschaft.
2009 kam Hoß nach Nordrhein-Westfalen zurück und machte eine Ausbildung als Industriekaufmann. Er arbeitet in Köln. Seit diesem Jahr spielt er mit dem PSV Köln in der Bundesliga. Er ist Mannschaftskapitän. 2013 wurden Hoß zum besten Abwehrspieler der Liga gewählt.
Hoß ist 2014 zwei Mal für die Blindenfußball-Nationalmannschaft aufgelaufen. Wegen fehlender Trainingsmöglichkeiten trainiert der PSV Köln auf der Sportanlage des Berufsförderungswerks in Düren.